# 克羅米山
克羅米山（英語：Mount Cromie），是南極洲的山峰，位於杜費克海岸，處於博伊德山東南面3公里，屬於布什山脈的一部分，海拔高度2,950米，由美國研究隊發現和拍攝照片，現時由南極條約體系管理。